# سك العملات المعدنية

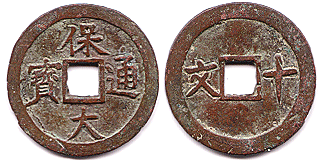
عملة باو داي ثونغ باو الفيتنامية آخر عملة من نوعها سكت في عام 1933

تشير العملات المعدنية المصبوبة إلى العملات المعدنية المصنوعة عن طريق صب المعدن المنصهر في قالب أي الصب. لقد استخدم للعملات المعدنية العادية وخاصة في شرق آسيا ولكن أيضًا في مناطق أخرى على نطاق أصغر (على سبيل المثال العالم المتوسطي القديم). وتختلف هذه الطريقة عن طريقة إنتاج العملات الحالية والتي تقوم عن طريق ضرب قطع معدنية فارغة مقطوعة من صفائح معدنية. وقد استخدمت هذه الطريقة من قبل المزورين أيضًا.

## مناطق الانتشار
العملات المعدنية التقليدية في الشرق الأقصى -والتي تسمى "العملات النقدية "- هي المثال الأكثر شهرة للعملات المعدنية المصبوبة وقد صدرت من القرن الرابع قبل الميلاد حتى ق. 1912 وفي الغالب من البرونز أو النحاس أو الحديد. كانت العملات التقليدية في الشرق الأقصى عبارة عن عملات معدنية أساسية مصبوبة بطريقة عامة مع تصنيع سبائك الفضة والذهب أيضًا على سبيل المثال السيسي الصيني والأوبان والكوبان اليابانيين واللانج والتين الفيتناميين.
انتشرت الأواني المصبوبة في كينت من حوالي عام 100 قبل الميلاد إلى حوالي عام 50 قبل الميلاد. في مرحلة ما خلال القرن الأول من العصر المسيحي أنتجت عملات برونزية مصبوبة في دورست مع وجود أدلة أثرية تشير إلى رأس هينجيستبري كمصدر.
بحلول عام 200 ميلادي أنتجت نسخ مصبوبة من الديناري الفضي في عدد من المناطق في بريطانيا. في حين أن هذه قد تكون تزويرات واضحة فإن السياق الذي عثر فيه على بعض القوالب يشير إلى أنه ربما كانت هناك على الأقل بعض عناصر شبه رسمية.